# Sacristão
Sacristão é um ministério laico ao qual se atribui a responsabilidade de manter os edifícios da igreja, nomeadamente o cuidado da sacristia.

## Obrigações
Entre os deveres tradicionais do sacristão em paróquias pequenas, estava o de cavar as covas — o coveiro em Hamlet se denomina sacristão, por exemplo. Em tempos modernos, isto é geralmente feito por um funcionário contratado. As obrigações gerais do sacristão atualmente podem incluir (mas não apenas):
- Cuidar de maneira especial de todo material litúrgico, ou seja, tudo aquilo que será usado na celebração da Santa Missa.
- Zelar pela manutenção e limpeza de todas as dependências da Igreja, especialmente a parte interna, onde se celebra a Eucaristia.
- Estar presente nas cerimônias, algumas vezes sendo ele também Acólito.
- Cuidar em abrir e fechar as portas da igreja para a Missa ou outras celebrações cotidianas.
- Operar e manter os sistemas mecânicos, como refrigeração, aquecimento, ventilação, aparelhos de ar condicionado, cozinha e tubulações (i.e. gás, água e esgoto).
- Operar e manter os sistemas elétricos e instrumentos, como energia, sistemas de segurança e comunicação, alarmes, telefonia e computadores.
- Lidar com a rotina de manutenção e fornecimento quanto à segurança, limpeza, etc.
- Encomendar e receber mantimentos e equipamentos.
- Aparência estética, segurança e proteção contra incêndio na igreja.
- Logística de eventos do calendário eclesiástico (cadeiras, mesas, iluminação, acústica, áudio/vídeo, etc.)
- Resposta emergencial durante mau-tempo, etc.
- Outras tarefas não cobertas por voluntários nem terceirizados